# Endometrite
Per endometrite si intende un processo infiammatorio che coinvolge l'endometrio, l'epitelio che riveste la cavità uterina; si distingue un'endometrite acuta, caratterizzata dalla presenza di infiltrato polimorfonucleato nel contesto endometriale e interstiziale e un'endometrite cronica, caratterizzata altresì da infiltrazione linfo-plasmocellulare. Si definisce "endomiometrite" un'infezione che colpisce endometrio e miometrio.

## Eziologia e patogenesi
Benché le forme acuta e cronica di endometrite riconoscano fattori eziologici diversi, entrambe le patologie condividono come primum movens la perdita dei fisiologici fattori di difesa che proteggono la cavità uterina. In questo senso, benché siano descritte infezioni ematogene o di contiguità, l'endometrite è sovente scatenata da un'infezione ascendente per perdita della funzione di barriera della cervice uterina come avviene in seguito al parto o all'uso di contraccettivi intrauterini.

## Endometrite acuta
L'endometrite acuta rappresenta una delle complicanze del parto o dell'aborto; in entrambi i casi, la ritenzione di membrane o di materiale placentare, embrionale o fetale è il tipico fattore predisponente la sovrainfezione da parte di batteri come ceppi emolitici di Streptococcus, Staphylococcus aureus o coagulasi negativi, anaerobi o flora batterica mista. L'endometrite si manifesta con lochiazioni purulente e/o maleodoranti, dolore ipogastrico, astenia, malessere e febbre, talora di tipo settico. Gli esami di laboratorio mostrano incremento degli indici di flogosi (VES e PCR) e leucocitosi neutrofila. Il sospetto clinico trova conferma diagnostica attraverso l'esecuzione di un'ecografia, in grado di dimostrare ritenzione di coaguli o materiale membrano-placentare residuo. Quest'ultima metodica trova pertanto esteso utilizzo nella valutazione del puerperio essendo in grado di identificare precocemente la ritenzione di materiale gravidico in utero (echi intracavitari dello spessore maggiore di 1,5 cm). La terapia consiste nella somministrazione di antibiotici ad ampio spettro e nella revisione di cavità uterina. Un'endometrite acuta non trattata può complicarsi in un piometra o in uno shock settico.

## Endometrite cronica
L'endometrite cronica è un'entità clinico-patologica di difficile identificazione e inquadramento a causa dei numerosi processi morbosi con cui cade in diagnosi differenziale. Le cause che possono condurre a endometrite cronica sono numerose ma condividono l'instaurazione di un processo infiammatorio cronico autorigenerante che conduce a specifiche alterazioni istologiche. Le cause più frequenti sono: 
1. Ritenzione cronica di materiale gravidico o revisione di cavità uterina incompleta
2. Dispositivi contraccettivi intrauterini
3. Malattia infiammatoria pelvica
4. Tubercolosi o lue

Tuttavia, in circa il 15% dei casi, non è possibile identificare un agente eziologico definito. In un contesto clinico dominato da algie pelviche, febbricola, possibile incremento specifico degli indici di flogosi e sanguinamento uterino atipico, la diagnosi viene posta mediante ecografia ed esame istologico del materiale endometriale prelevato con aspirazione o revisione di cavità uterina. Tale esame, in grado di dimostrare la tipica infiltrazione linfo-plasmocellulare, permette inoltre l'isolamento di eventuali microrganismi infettivi responsabili (più frequentemente Chlamydia trachomatis, Neisseria gonorrhoeae, Streptococcus agalactiae, Mycoplasma hominis o Mycobacterium tuberculosis). A completamento diagnostico è possibile effettuare una risonanza magnetica pelvica al fine di valutare l'eventuale coinvolgimento degli organi addomino-pelvici. Obiettivo terapeutico è la rimozione dell'agente causale tramite antibiotico terapia guidata dall'antibiogramma ed eventuale revisione di cavità uterina.